# Wörther Altar
Der Wörther Altar, ein Kreuzaltar, ist ein spätmittelalterliches Triptychon, das heute in der römisch-katholischen Pfarrkirche St. Nikolaus in Wörth am Main aufgestellt ist.

## Geschichte
Der Altar wurde unter der Regierung des Grafen Philipp I. (des Jüngeren) (1449–1500) von Hanau-Münzenberg entweder für die Maria-Magdalena-Kirche in Hanau oder für die St. Martinskapelle in der Hanauer Burg geschaffen und für seine Eltern gestiftet.
Auf Anordnung des Grafen Philipp Ludwig II. (1576–1612) wurde in der Grafschaft Hanau-Münzenberg am Ende des 16. Jahrhunderts eine zweite calvinistische Reformation durchgeführt. Dabei wurde auch die mittelalterliche Ausstattung aus der Marienkirche geräumt, aber – zumindest teilweise – nicht zerstört, sondern ins römisch-katholische „Ausland“ verkauft. Auf diesem Weg blieb nicht nur der Wörther Altar erhalten, sondern auch eine Strahlenmadonna in der römisch-katholischen Pfarrkirche St. Johann Baptist in Hanau-Steinheim, das damals zu Kurmainz gehörte, in dessen Diözese Wörth ebenso lag, und von dem es ein Lehen an die Herren von Breuberg war.
Wie der Altar nach Wörth gelangte, ist völlig unklar. Er wird dort aber seit dem 17. Jahrhundert als Inventar der dortigen ehemaligen Stadtkirche St. Wolfgang geführt. Erst Fried Lübbecke identifizierte den Altar wieder als ein Stück Hanauer Kunstgeschichte.

## Darstellung

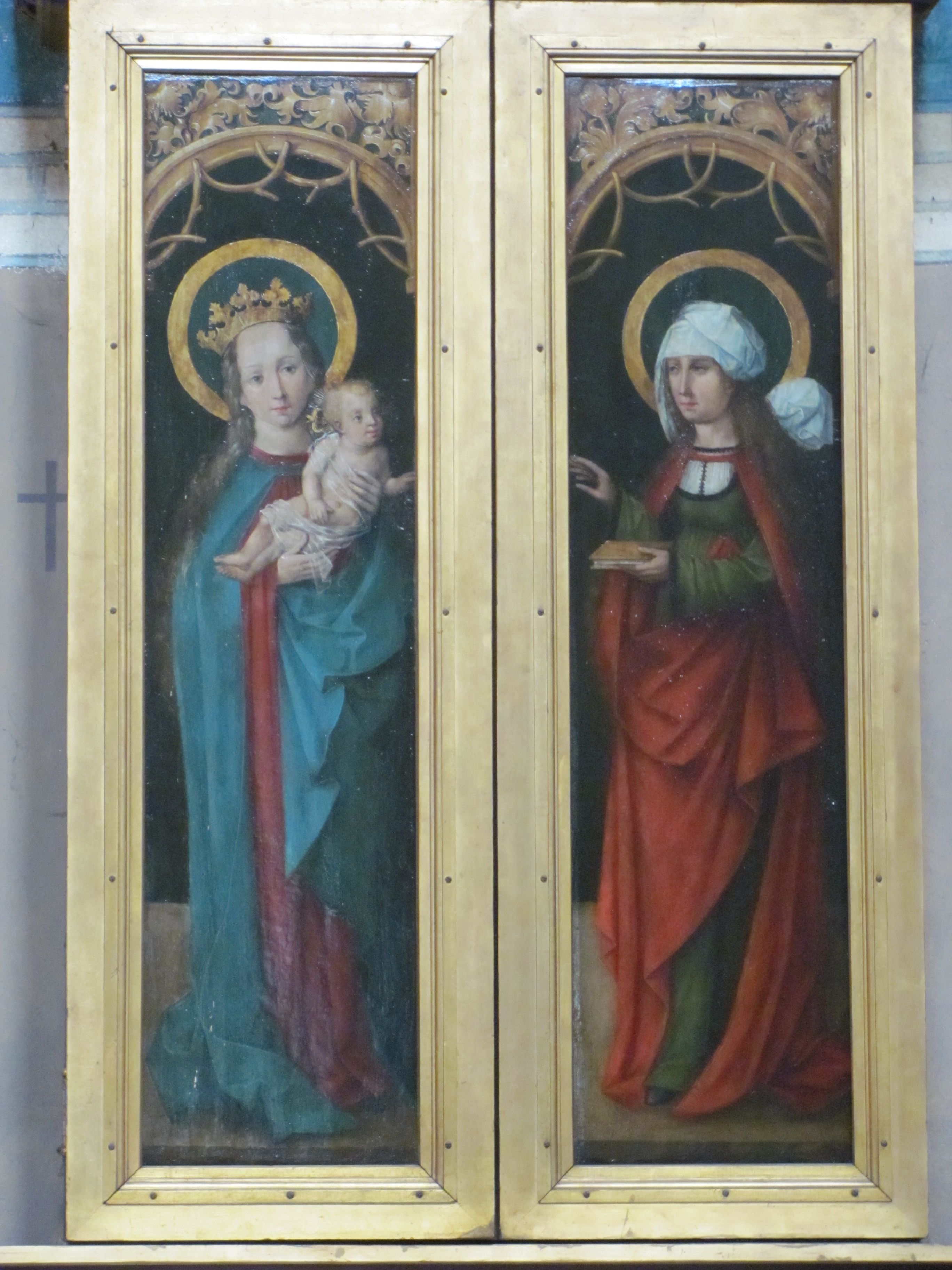
Außenseite: Anna selbdritt

### Außenseite
Der Altar ist ein klassischer Flügelaltar. Die Tafeln der Außenseite zeigen Anna selbdritt, das heißt: links Maria mit dem Kind und rechts Anna, die Mutter Marias.

### Mittelbild

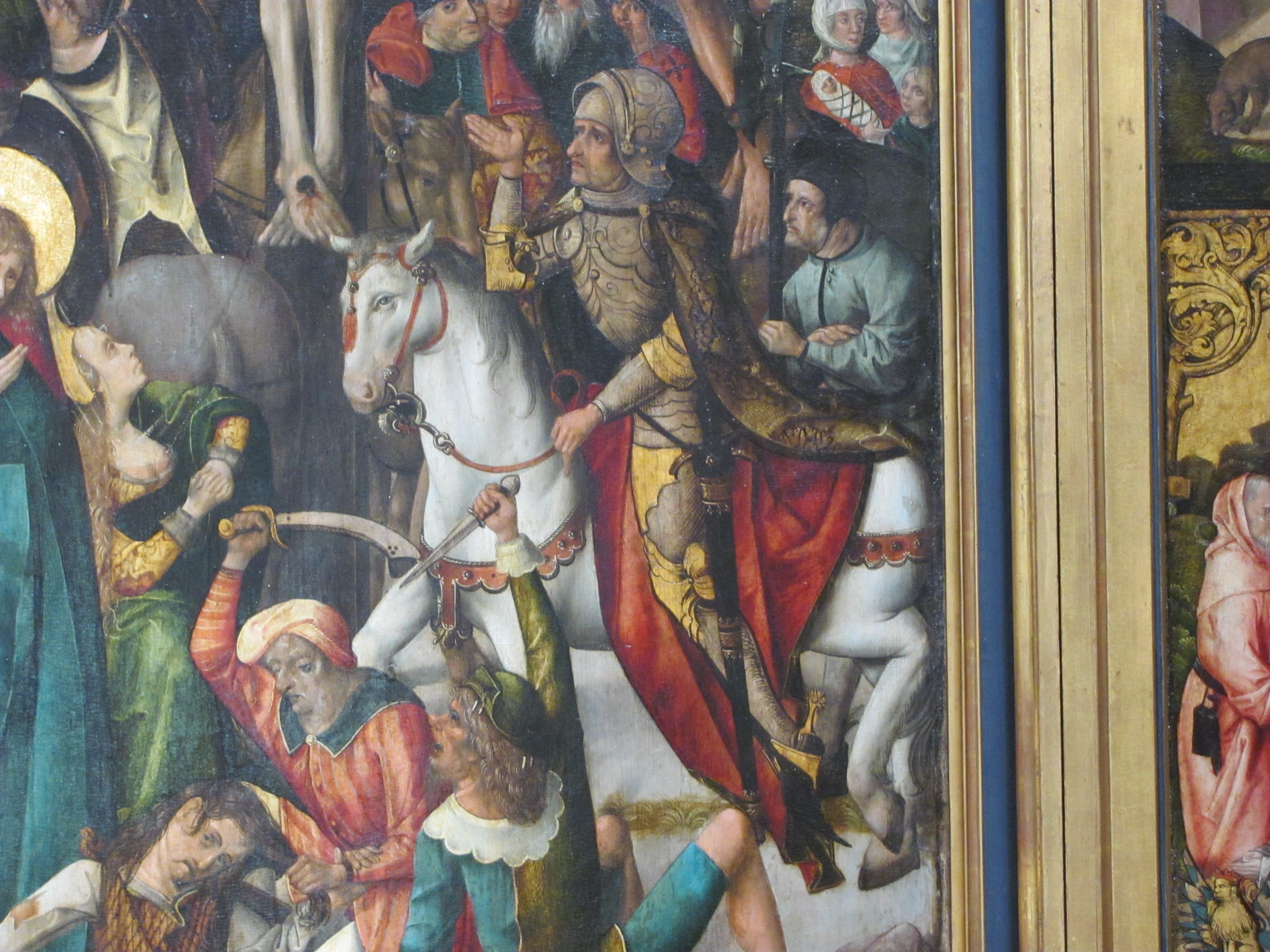
Graf Philipp I. von Hanau als Longinus

Das Mittelbild zeigt die Kreuzigung Jesu inmitten einer turbulenten Szene. Links und rechts von Jesus sind die beiden ebenfalls gekreuzigten Schächer dargestellt. Am Fuß des Kreuzes finden sich zwei Personengruppen und ein Reiter: Drei Personen links stellen Maria Magdalena, Maria, Mutter Jesu, und den Jünger Johannes dar. Die Mittlere Gruppe nehmen drei Soldaten ein, die sich – recht handgreiflich – um die Kleider Jesu streiten. Rechts davon ist ein Ritter in voller Rüstung auf einem Schimmel zu sehen: der römische Hauptmann Longinus, der die Kreuzigung überwacht. Es bestehen Anhaltspunkte dafür, dass hier der Stifter des Altars, Graf Philipp I. (der Jüngere) von Hanau-Münzenberg, dargestellt ist. Aus dem Mittelgrund sticht ein Soldat Christus in die Seite. Oberhalb des Reiters stehen vornehm gekleidete Männer, unter ihnen Nikodemus und Joseph von Arimathia.

### Flügel

#### Darstellung der Legenden
Die Bilder der Flügelinnenseiten des Altars zeigen zwei Legenden um das heilige Kreuz: Links die Kreuzauffindung durch Kaiserin Helena, rechts der Einzug des Kaisers Herakleios (ca. 575–641) in Jerusalem. Im Einzelnen:
- Links oben: Kaiserin Helena, die nach dem Kreuz suchte, zwingt, nachdem sie die Fundstelle von dem Einzigen, der sie kannte, erpresst hatte, zwei Juden, das Kreuz auszugraben. Es werden aber drei Kreuze gefunden.
- Links unten: Um zu ermitteln, welches der drei Kreuze das richtige ist, wird eine Leiche auf die Kreuze gelegt. Auf einem der Kreuze erwacht sie zum Leben, womit bewiesen ist, dass dieses das Gesuchte ist.
- Rechts oben: Kaiser Herakleios, der das Kreuz von den Persern zurückerobert hat, die es zuvor bei der Eroberung Jerusalems mitgenommen hatten, versucht es in feierlicher Prozession, beritten und im Kaiserornat, nach Jerusalem zurückzubringen. Das aber wird ihm von Engeln verwehrt.
- Rechts unten: Erst als der Kaiser im Büßergewand und zu Fuß das Kreuz zurückbringt, öffnet sich ihm das Stadttor.

#### „Stifter“-Bilder
Außer der Darstellung der Legenden zeigen die Flügel auch noch zwei Stifterfiguren, die durch die beigegebenen Wappen eindeutig identifiziert werden können. Links: Graf Reinhard III. von Hanau (1412–1452) und seine Frau, Margarethe von Pfalz-Mosbach (1432–1457). Beide waren allerdings, als der Altar geschaffen wurde, bereits seit Jahrzehnten verstorben.

## Geschichtliche Bewertung
Der Altar ist eine Stiftung des Grafen Philipp I. (des Jüngeren) von Hanau für das Seelenheil seiner Eltern – die deshalb hier in Anbetung als Stifter dargestellt sind. Der Altar entstand zwischen 1485 und 1490 und wurde von einem Künstler im Umfeld des Hausbuchmeisters geschaffen. Für diese Zeit ist die Darstellungsweise – vor allem der Goldgrund statt eines Himmels – sehr traditionsverbunden und wenig „modern“.
Die Themenwahl des Altars erklärt sich aus der Biographie des Grafen Philipp I. (des Jüngeren) von Hanau: Im Jahr 1484 begab sich Philipp auf eine Pilgerreise ins Heilige Land. Am 10. Juni 1484 segelte er von Venedig ab, landete am 18. Juli 1484 in Jaffa, begab sich von dort nach Jerusalem, das er am 10. August 1484 wieder verließ. Zurück reiste er über Zypern. Am 30. November landete er in Venedig und Ende Januar war er wieder in Hanau. Er verfasste einen Reisebericht, der sich aber weitgehend in der Aufzählung der besuchten heiligen Stätten und des jeweils dort erlangten Ablasses erschöpfte. Diese Reise muss ihn tief beeindruckt haben, was seinen Ausdruck auch im Wörther Altar findet. Dies lässt auch die Datierung des Altars vor 1485 ausgeschlossen sein. Er begab sich 1491 auf eine zweite Reise ins Heilige Land, zusammen mit Landgraf Wilhelm I. von Hessen.